# Albion, Illinois
Albion je mesto in sedež Okrožja Edwards v ameriški zvezni državi Illinois.
Po popisu prebivalstva iz leta 2000 v naselju živi 1.933 ljudi na 5,7 km².